# The Continental
The Continental alternativt Tower 111 är en skyskrapa som ligger utmed gatan Avenue of the Americas/Sixth Avenue på Manhattan i New York, New York i USA.
Byggnaden uppfördes 2011 som en fastighet för främst bostäder. Den är 168,86 meter hög och har 47 eller 48 våningar samt 338 lägenheter.